# بارلو (کنتاکی)
بارلو (به انگلیسی: Barlow) شهری در ایالت کنتاکی کشور ایالات متحده آمریکا است که جمعیت آن در سرشماری سال ۲۰۱۰ میلادی، ۶۷۵ نفر بوده‌است.